# TKPゲートタワービル

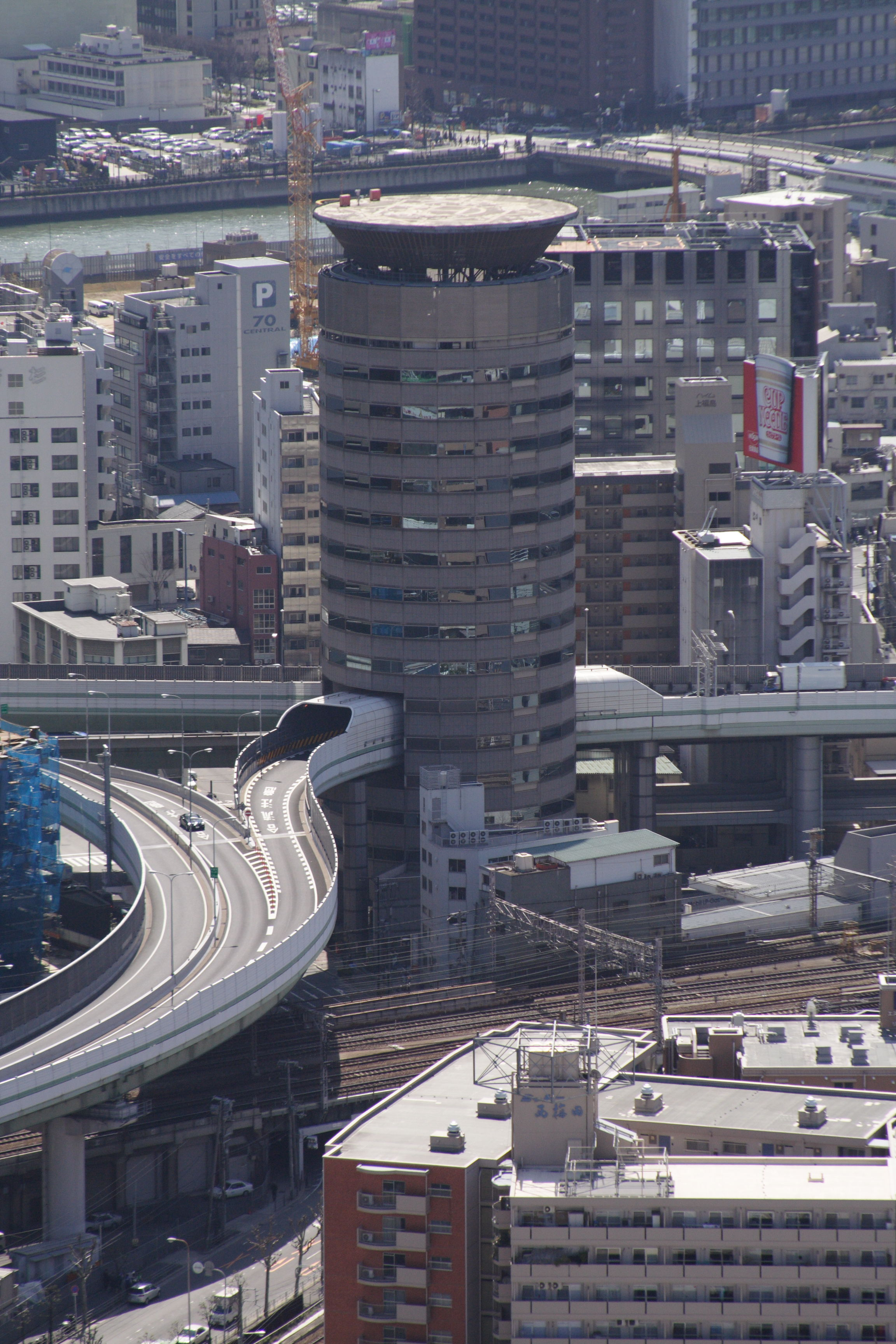
ゲートタワービル

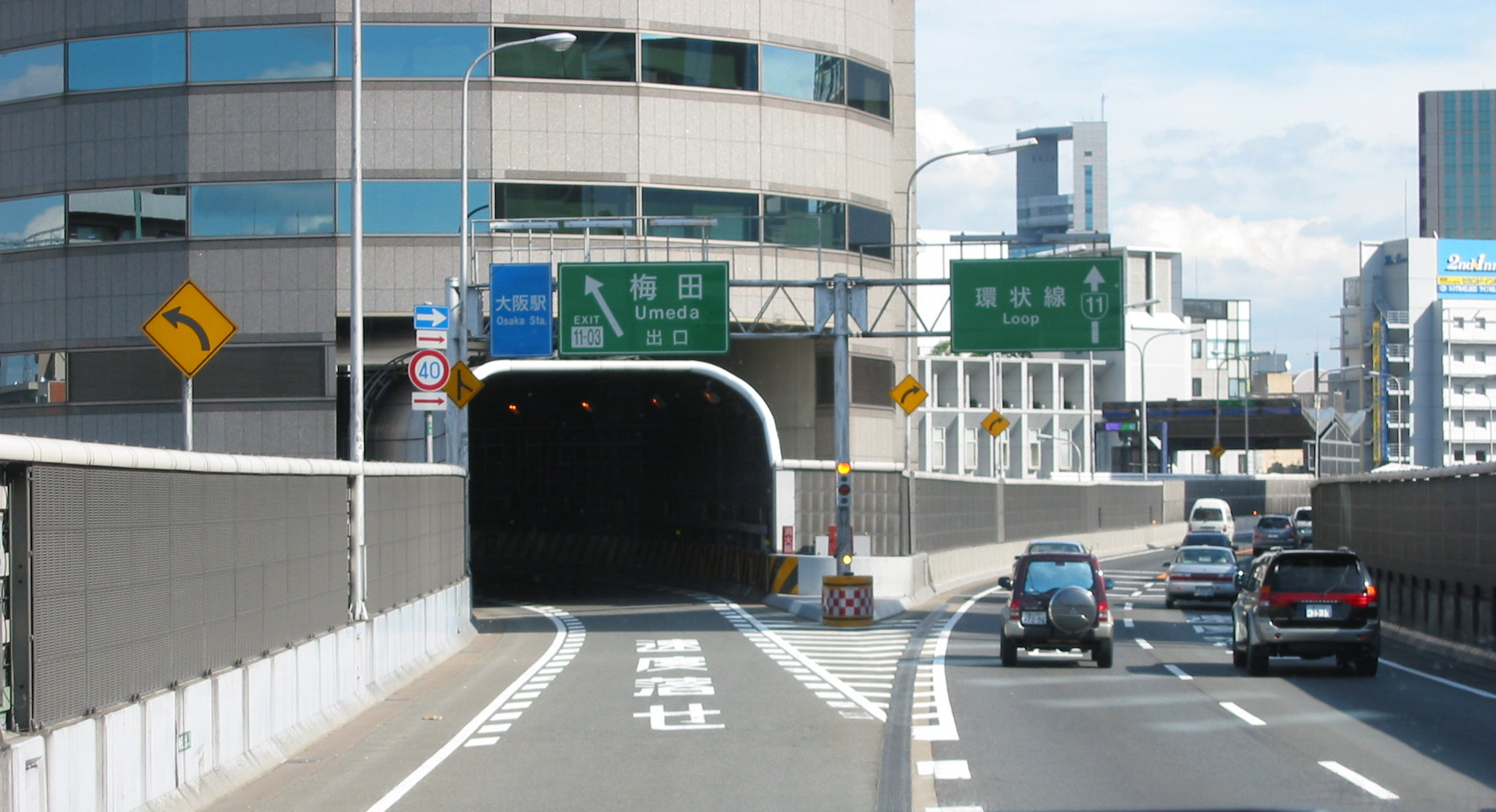
梅田出口

TKPゲートタワービル（英: TKP Gate Tower Building）は、大阪市福島区にある地上16階建てのオフィスビルである。大阪の名物で、5 - 7階部分を高速道路が貫通しているのが特徴。地上階が高速道路になっている世界的に珍しい建造物である。
通称は「ビーハイブ」（Beehive）で、「蜂の巣」「にぎやかな場所」を意味する。
2008年（平成20年）12月1日以降、ティーケーピーが全館を賃借して、ビル名称を以前の「ゲートタワービル」から変更し、貸会議施設「TKPガーデンシティ大阪梅田」として運営している。

## 概要
建物はほぼ円形（正確には正22角形）の平面計画でダブルコア形式が採用されている。
このビルの5 - 7階には、区分地上権の設定で阪神高速道路11号池田線梅田出口（池田方面側から降りる場合）が貫通している。1階の案内板には、5 - 7階に阪神高速道路会社がテナントとして「入居」しているかのように表示されている。もっとも、この5 - 7階には床面がないので、建築基準法上は階数に含まれず「地上13階建て」とされ、エレベーターも4階の次は8階となっている。5 - 7階の高速道路以外の部分に窓があるように見えるのはダミーである。
高速道路はビルの外側に建てられた橋脚に支えられており、ビルとは一切接触しておらず、互いに独立した構造である。道路の貫通部分は前後を含めてシェルターに覆われているが、その目的は、道路又はビルの火災発生時の他方への延焼防止、自動車の排気ガスや飛散物のビルへの付着防止、ビル壁面からの落下物の道路への飛散防止、自動車による騒音や振動の防止などである。
屋上はヘリポートとなっている。

## 貫通している理由
この土地の地権者（末澤産業）は、1893年（明治26年）に創業し、1909年（明治42年）にこの場所に移って以来、製薪炭業やLPガス事業などを営んでいたが、社屋が老朽化したため1983年（昭和58年）に改築することにした。しかし、都市計画によって高速道路が通ることになっていたため建築許可が下りなかった。移転が容易でないLPガス充填所という特性上、地権者側も譲れなかったため阪神高速道路公団（現・阪神高速道路株式会社）と約5年間にわたり交渉し、ビルに高速道路を通すことで決着した。もっとも当地は梅田に近い一等地で地価が高く、阪神高速側にとっても、土地を買収するより区分地上権を設定するほうが安上がりとなるメリットがあった。その後、両者が協力して、ビルと高速道路の建設を並行して進め、1992年（平成4年）に竣工した。
この事例のように、高速道路などを通す場合に用地買収が必要となるが、地権者側にも事情があるため必ずしも用地買収が成功するとは限らず問題となることが多い。
そのため、1989年（平成元年）に道路法、都市計画法、都市再開発法、建築基準法の一部を改正し、道路と建築物等の一体的整備を認めた立体道路制度が制定された。これにより、高速道路が貫通したビルを建てられるようになった。TKPゲートタワービルは日本で初めて立体道路制度を利用した建物である。しかし通常は、地下に道路、地上に建物を配置するのが一般的で、道路部分がビルを貫通するのは極めて稀である。

## 建物概要
- 所在地：大阪府大阪市福島区福島5-4-21
- 竣工：1992年（平成4年）
- 敷地面積：2,353m2
- 建築面積：760m2
- 延べ床面積：7,956m2
- 構造：鉄骨鉄筋コンクリート構造、一部鉄骨構造
- 高さ：71.9m
- 階数：地上16階、地下2階、塔屋1階（建築基準法上は、地上13階建て）
- エレベータ：4基（北西側コアに1基、南東側コアに3基）
- 主用途：事務所
- 建築主：末澤産業株式会社
- 設計者：梓設計、山本・西原建築設計事務所
- 施工者：佐藤工業

## 沿革
- 1989年 - 立体道路制度が創設、地権者と阪神高速道路公団が用地契約を締結。
- 1990年 - 株式会社ゲートタワービルを設立。
- 1992年 2月 - 当ビル竣工。
- 1992年 8月 - 阪神高速道路の梅田出入口が供用開始。
- 2007年 - 羽柴興産による競輪場外車券売場（サテライト梅田）の開設計画が持ち上がるが、周辺住民の反対により断念
- 2008年12月1日 - ティーケーピーがマスターリースにより1棟借り（5 - 7階の阪神高速道路入居部分は除く）し、TKPゲートタワービルに改称、全館を「TKP大阪梅田ビジネスセンター」の施設名で貸会議施設とする。
- 2014年8月 - 施設名を「TKPガーデンシティ大阪梅田」に変更。